# Nnamdi Oduamadi
Nnamdi Oduamadi Chidiebere (Lagos, 17 oktober 1990) is een Nigeriaans voetballer die bij voorkeur als aanvaller speelt. Hij verruilde in 2011 Genoa voor AC Milan. In 2012 debuteerde hij in het Nigeriaans voetbalelftal.

## Clubcarrière
Oduamadi genoot zijn opleiding in Nigeria in de Pepsi Football Academy. In 2008 liet hij zijn thuisland achter zich om in de jeugd van AC Milan te voetballen. In januari 2009 tekende hij zijn eerste contract voor Milan. In 2010 werd bekend dat Milan de helft van Odumandi's transferrechten heeft verkocht aan Genoa voor een bedrag van 3,5 miljoen euro. Sokratis Papastathopoulos werd ook in de deal betrokken. Oduamadi werd door Milan uitgeleend aan Torino, AS Varese 1910 en Brescia, Crotone en Latina.

## Interlandcarrière
Op 23 mei 2012 debuteerde Oduamadi in het Nigeriaans nationaal elftal tegen Peru. Op 23 maart 2013 scoorde hij zijn eerste doelpunt voor Nigeria in de WK-kwalificatiewedstrijd tegen Kenia. Op 17 juni 2013 scoorde hij een hattrick in de FIFA Confederations Cup 2013 tegen Tahiti. Oduamadi werd in mei 2014 opgenomen door bondscoach Stephen Keshi in de voorlopige selectie voor het wereldkampioenschap voetbal in Brazilië.
| Interlands van Nnamdi Oduamadi voor Nigeria | Interlands van Nnamdi Oduamadi voor Nigeria | Interlands van Nnamdi Oduamadi voor Nigeria | Interlands van Nnamdi Oduamadi voor Nigeria | Interlands van Nnamdi Oduamadi voor Nigeria | Interlands van Nnamdi Oduamadi voor Nigeria | Interlands van Nnamdi Oduamadi voor Nigeria |
| №                                           | Datum                                       | Wedstrijd                                   | Uitslag                                     | Soort wedstrijd                             | Doelpunten                                  |                                             |
| Als speler bij AC Milan                     | Als speler bij AC Milan                     | Als speler bij AC Milan                     | Als speler bij AC Milan                     | Als speler bij AC Milan                     | Als speler bij AC Milan                     | Als speler bij AC Milan                     |
| ------------------------------------------- | ------------------------------------------- | ------------------------------------------- | ------------------------------------------- | ------------------------------------------- | ------------------------------------------- | ------------------------------------------- |
| 1.                                          | 23 mei 2012                                 | Peru – Nigeria                              | 1 – 0                                       | Vriendschappelijk                           | 0                                           |                                             |
| 2.                                          | 23 maart 2013                               | Nigeria – Kenia                             | 1 – 1                                       | Kwalificatie WK 2014                        | 1                                           |                                             |
| 3.                                          | 31 mei 2013                                 | Mexico – Nigeria                            | 2 – 2                                       | Vriendschappelijk                           | 0                                           |                                             |
| 4.                                          | 5 juni 2013                                 | Kenia – Nigeria                             | 0 – 1                                       | Kwalificatie WK 2014                        | 0                                           |                                             |
| 5.                                          | 12 juni 2013                                | Namibië – Nigeria                           | 1 – 1                                       | Kwalificatie WK 2014                        | 0                                           |                                             |
| 6.                                          | 17 juni 2013                                | Tahiti – Nigeria                            | 1 – 6                                       | Confederations Cup                          | 3                                           |                                             |
| 7.                                          | 20 juni 2013                                | Nigeria – Uruguay                           | 1 – 2                                       | Confederations Cup                          | 0                                           |                                             |
| 8.                                          | 14 augustus 2013                            | Zuid-Afrika – Nigeria                       | 0 – 2                                       | Vriendschappelijk                           | 0                                           |                                             |
| 9.                                          | 7 september 2013                            | Nigeria – Malawi                            | 2 – 0                                       | Kwalificatie WK 2014                        | 0                                           |                                             |
| 10.                                         | 10 september 2013                           | Nigeria – Burkina Faso                      | 4 – 1                                       | Vriendschappelijk                           | 0                                           |                                             |
| 11.                                         | 13 oktober 2013                             | Ethiopië – Nigeria                          | 1 – 2                                       | Kwalificatie WK 2014                        | 0                                           |                                             |
| 12.                                         | 18 november 2013                            | Italië – Nigeria                            | 2 – 2                                       | Vriendschappelijk                           | 0                                           |                                             |

Bijgewerkt op 17 mei 2014.